# Никола Гюзелев
Никола Николаев Гюзелев е български оперен певец, бас и художник.

## Биография
Никола Гюзелев е роден в Павликени на 17 август 1936 година. Баща му, Николай Гюзелев, по професия градинар, свирел великолепно на цигулка. Бил е самоук и дори сам си е майсторил инструменти. Майка му, Елисавета, била шивачка, но на младини играела в самодейни театри. Никола започва да пее от съвсем малък. Интересът му към операта се пробужда на 15 години, когато чува по радиото монолога на Борис от операта „Борис Годунов“ на Модест Мусоргски в изпълнение на Едмонд Косовски.
През 1954 г. Гюзелев завършва средно образование в София, а през 1960 г. Художествената академия със специалност живопис. Член на Българската комунистическа партия (БКП) от 1964 г. От 1955 година започва да учи пеене при Цв. Събева и вокалния педагог Илия Йосифов, а докато следва, участва като солист в Академичния хор „Георги Димитров“ и в Ансамбъла за песни и танци при МВР.
През 1960 година Никола Гюзелев участва в прослушване за ангажиране на оперни певци за Германия, по време на което го чува водещият български вокален педагог Христо Бръмбаров, който го убеждава да продължи обучението си при него. От 1960 е стажант, а от 1961 година – редовен артист в Народната опера. Дебютира там на 27 юни 1961 година с малката роля на Тимур в операта на Джакомо Пучини „Турандот“.
През 1962 година Гюзелев е удостоен със златен медал от международния младежки фестивал в Хелзинки, а на следващата година – с първа награда и златен медал от II международен конкурс за млади оперни певци в София за ролята си на Филип II в „Дон Карлос“ на Джузепе Верди. През 1966 година жъне големи успехи със Софийската опера в Париж и при турнето си в САЩ.
През 1968 година за пръв път участва в постановка на сцената на театър „Реджо“ в Парма и има огромен успех с ролята на Атила от едноименната опера на Верди. През следващите години той работи предимно в чужбина, главно в Италия. През 1973 година в Техеран Гюзелев застава на една сцена със своя вдъхновител Едмонд Косовски. Този път в ролята на Борис Годунов е Гюзелев, а Косовски изпълнява Пимен.
Гастролира с успех на най-големите световни оперни сцени „Сан Карло“ в Неапол, Болшой театър в Москва, Кралската опера в Ковънт гардън, Лондон, Метрополитън опера в Ню Йорк, в Гранд опера в Париж, Щаатсопер във Виена и др. Характерни черти в изкуството на Гюзелев са благородството и мекотата на тембъра на гласа, съчетани с проникновено изграждане на вокално-сценичните образи.
От началото на 90-те години е директор на Българската академия на изкуствата „Борис Христов“ в Рим, където самият той се занимава с преподаване.
Никола Гюзелев умира на 16 май 2014 година в София. Погребан е в Централните софийски гробища.

## Семейство
От първата си съпруга Румяна (с която се развежда през 1973 г.) оперният певец има двама синове – Чавдар Гюзелев и Ясен Гюзелев, които са художници-илюстратори . Жени се за втори път през 1984 г. за актрисата и журналистка Анна Мария Петрова-Гюзелева , от която има дъщеря, Адриана (р.1985 г.) .

## Роли
- Кардинал Салвиати в „Бенвенуто Челини“ от Ектор Берлиоз,
- Ескамилио в „Кармен“ от Жорж Бизе,
- Галицки в „Княз Игор“ от Александър Бородин,
- Баронът в „Травиата“, Филип II в „Дон Карлос“, Атила в „Атила“ от Джузепе Верди,
- Мефистофел във „Фауст“ от Шарл Гуно,
- отец Гавраил в „Боянският майстор“ от Константин Илиев,
- Командорът в „Дон Жуан“ от Волфганг Амадеус Моцарт,
- Пимен и Борис Годунов в „Борис Годунов“ от Модест Мусоргски,
- Крумов в „Антигона 43“ от Любомир Пипков,
- Захари в „Зографът Захарий“ от Марин Големинов,
- Тимур в „Турандот“, Барон Скарпия в „Тоска“ от Джакомо Пучини,
- Варяжки гост в „Садко“ от Николай Римски-Корсаков,
- Дон Базилио в „Севилският бръснар“ от Джоакино Росини,
- Миха в „Продадена невеста“ от Бедржих Сметана.

## Награди и отличия
- 1966 г. – Димитровска награда;
- 1971 г. – Почетно звание „Народен артист“;
- орден „Кирил и Методий“ – I степен
- орден „Стара планина“ – I степен

Носител на златен медал от Световния фестивал на младежта и студентите в Хелзинки (1962), Първа награда от Втория международен конкурс за млади оперни певци в София (1963). През 1994 година отново в Парма Гюзелев получава наградата „Златен Верди“, отличие, с което малцина в света са удостоени. Сред отличията, с които басът е награден, са призовете „Златна лира“, „Златна муза“, „Златно перо“, „Комендаторе на Република Италия“ и други. На негово име е наречен Връх Гюзелев на остров Брабант в Антарктика.

## Филмография
- Роялът (1979) - себе си